# Il gobbo di Notre Dame (film 1982)
Il gobbo di Notre Dame è un film per la televisione del 1982 diretto da Michael Tuchner. Tra gli interpreti compaiono Anthony Hopkins, Derek Jacobi, Lesley-Anne Down, David Suchet e John Gielgud.

## Trama
Siamo a Parigi, nel Medioevo. L'arcidiacono Claude Frollo adotta Quasimodo, neonato abbandonato dai genitori per l'aspetto deforme. Venticinque anni dopo Quasimodo fugge dalla cattedrale e si dirige di nascosto ad una festa in piazza dove conosce la ballerina gitana Esmeralda, di cui si innamora perdutamente. Frollo, anche lui innamorato di Esmeralda, decide di rapirla con l'aiuto di Quasimodo. I piani vanno a monte a causa dell'intervento del capitano Phœbus de Châteaupers che salva Esmeralda. Creduto l'aggressore di Esmeralda, Quasimodo viene fustigato; Esmeralda però lo libera. Phœbus viene ferito da Frollo e la colpa ricade su Esmeralda che viene condannata all'impiccagione. Quasimodo salva Esmeralda e la porta in chiesa dove si appella al diritto di asilo, ma il diritto di asilo può essere violato. Gli zingari attaccano la cattedrale chiedendo la restituzione di Esmeralda ma Quasimodo li scaccia lanciando loro pietre e mattoni, pensando che fossero li per linciare Esmeralda. Frollo tenta di uccidere Quasimodo, che però ha la meglio e dopo aver portato in salvo Esmeralda, che si ricongiunge a Gringoire, fugge nella cattedrale inseguito dalle guardie; tentando di fuggire, scendendo dalla terrazza della cattedrale Quasimodo si sente venir meno, dopodiché precipita dalla cattedrale e si schianta al suolo morendo.

## Differenze tra il film e il romanzo
- Nel film non sono presenti alcuni personaggi come: Fleur-de-Lys, Jean Frollo, fratello minore dell'arcidiacono e Luigi XI che viene solo citato all'inizio.
- Nel film Frollo tenta di assassinare Phoebus dopo che il poeta Pierre Gringoire, (convocato dall'arcidiacono affinché ci sia la certezza che lui non abbia scritto poesie contro la chiesa) gli rivela che Esmeralda si è innamorata del capitano e che i due si incontreranno alla taverna, mentre nel romanzo è Frollo stesso che scopre la relazione fra i due e il loro appuntamento romantico.
- Nel romanzo Frollo e Gringoire si conoscono da tempo, mentre nel film i due non si conoscono e si incontrano per caso.
- Nel romanzo é assente la parte in cui le guardie sono in cerca di Quasimodo perché ha violato il diritto di asilo salvando Esmeralda al momento dell'esecuzione.
- Nel film Esmeralda sopravvive e fugge assieme a Gringoire, mentre nel romanzo viene impiccata.
- Nel romanzo Quasimodo in preda alla rabbia getta Frollo dalla torre, mentre nel film il campanaro per autodifesa lo uccide impalandolo ad un chiodo della torre campanaria.
- Nel romanzo Quasimodo va in cerca del cadavere di Esmeralda e una volta trovato si accascia li accanto e si lascia morire di stenti, mentre nel film fugge inseguito dalle guardie ma oramai raggiunto da loro mentre tenta di calarsi dalla terrazza, piuttosto che farsi arrestare si lascia andare precipitando.